# Rainer Hammwöhner

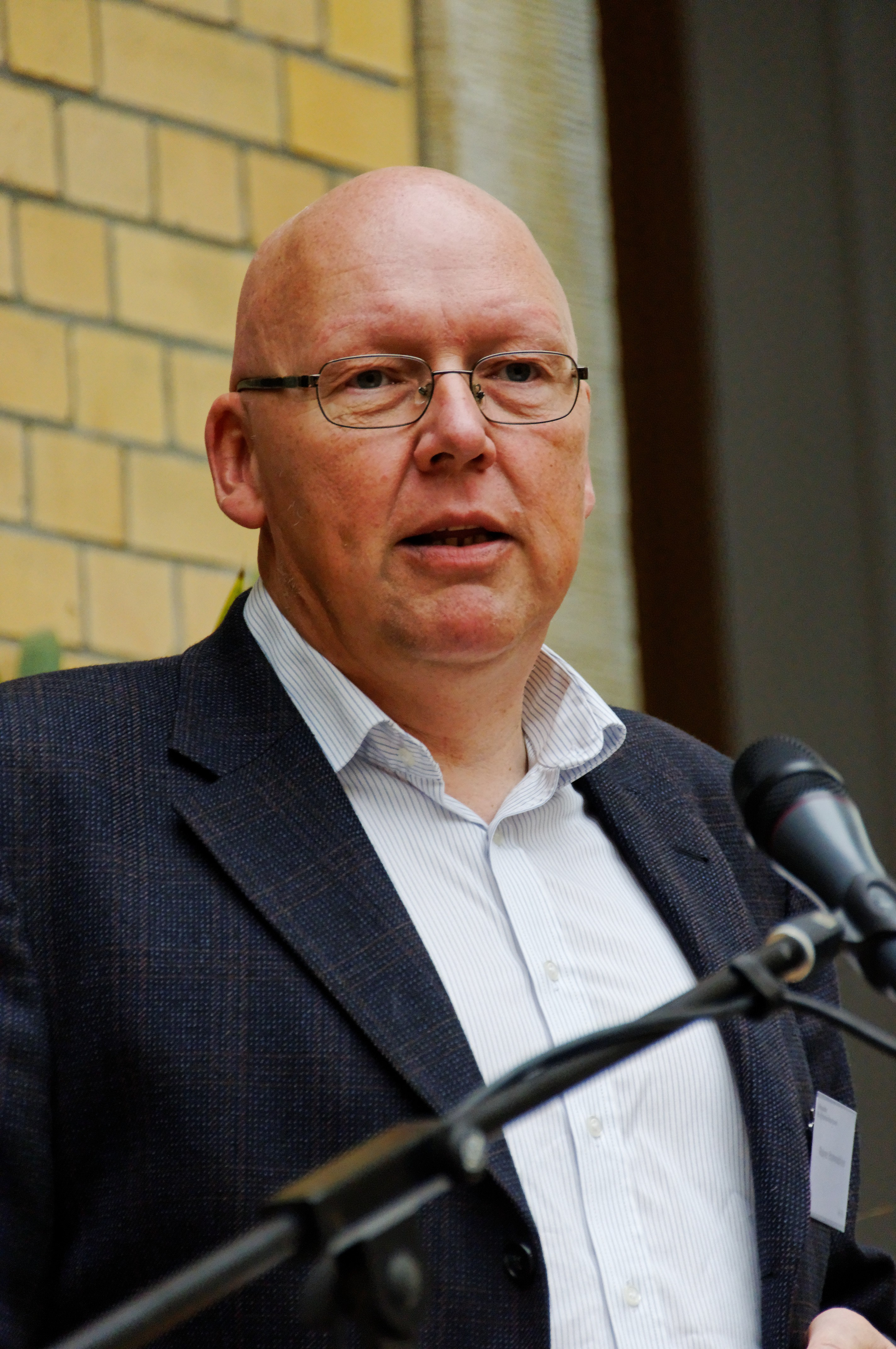
Rainer Hammwöhner im September 2010 auf der CPOV-Konferenz in Leipzig

Rainer Hammwöhner (* 14. Dezember 1956 in Billerbeck in Westfalen; † 4. März 2016 in Regensburg) war ein deutscher Informationswissenschaftler.

## Leben
Rainer Hammwöhner studierte von 1978 bis 1983 Medizinische Informatik an der Universität Heidelberg. 1983 wurde er Wissenschaftlicher Mitarbeiter am Institut für Informationswissenschaft der Universität Konstanz und engagierte sich insbesondere in Projekten des Bundesministeriums für Bildung und Forschung BMBF. 1990 wurde er mit der Dissertation Automatischer Aufbau von Hypertext-Basen aus deskriptiv expositorischen Texten – Ein Hypertext-Modell für das Information-Retrieval promoviert. Nach wissenschaftlicher Assistenz am Institut für Informationswissenschaft in Konstanz, an der er zusammen mit Rainer Kuhlen mit der Leitung des WITH-Projekts der Deutschen Forschungsgemeinschaft DFG betraut war, habilitierte er sich in Informationswissenschaften mit einer Schrift über Offene Hypertexte.
Nach einer Lehrstuhlvertretung für Informationswissenschaft an der Universität Regensburg von 1996 bis 1998 erfolgte 1998 die Berufung auf den Lehrstuhl für Informationswissenschaft in Regensburg. Er war Dekan der Philosophischen Fakultät IV – Sprach- und Literaturwissenschaften (2007–2009) und Mitglied des Senats und des Hochschulrats der Universität Regensburg (2009–2013).
Rainer Hammwöhner war verheiratet und Vater eines Sohnes und einer Tochter.

## Wirken
Rainer Hammwöhner forschte über zwanzig Jahre lang auf den Gebieten Hypermedia, Texttechnologie und Mensch-Maschine-Interaktion. In diesem Kontext beschäftigte er sich mit elektronischen Enzyklopädien, speziell mit der Wikipedia und ihrer Qualität. Zu seinen Forschungsinteressen gehörten das Verhältnis von Formalismus, Denken und Informationstechnik sowie der pragmatische Wissensbegriff.
Von ihm geleitete Forschungsprojekte wurden vom Bundesministerium für Bildung und Forschung, der Deutschen Forschungsgemeinschaft und der Europäischen Union gefördert.

## Ehrung
Zum Gedenken an Rainer Hammwöhner wurde von der Fakultät für Sprach-, Literatur- und Kulturwissenschaft der Universität Regensburg am 3. Februar 2017 ein Symposium zu dem Thema Mensch:Information abgehalten. Als Referenten traten u. a. Rainer Kuhlen, Christian Wolff, Daniel Drascek und Johannes Helmbrecht auf. Im Zusammenhang mit dem Symposium wurde die Fotoausstellung Raum:Blick mit Werken Rainer Hammwöhners eröffnet, welche Bilder der Universität aus eigenwilligen Perspektiven zum Thema hat.

## Veröffentlichungen
- Qualitätsaspekte der Wikipedia. PDF-Datei 2007 (112,12 kB)  (PDF; 115 kB)
- Wikipedia – Ein Medium der Ignoranz? In: Achim Geisenhanslüke u. Hans Rott: Ignoranz. Nichtwissen, Vergessen und Missverstehen in Prozessen kultureller Transformationen. Transcript, Bielefeld 2008, S. 229–257. ISBN 978-3-89942-778-3